# ۲٬۴٬۶-تری‌متیل‌آنیلین
۲،۴،۶-تری‌متیل‌آنیلین (به انگلیسی: 2,4,6-Trimethylaniline) با فرمول شیمیایی C۹H۱۳N یک ترکیب شیمیایی با شناسه پاب‌کم ۶۹۱۳ است. که جرم مولی آن 135.21 g/mol می‌باشد. 